# 山崎徹
山崎 徹（やまざき とおる、1959年6月17日 - ）は、日本の実業家。株式会社ジャックス取締役会長、元代表取締役社長最高執行責任者。

## 人物・経歴
群馬県出身。1982年千葉商科大学商経学部経済学科卒業、ジャックス入社。横浜南支店長、東京東支店長を経て、2009年執行役員営業戦略本部営業推進第一部長。クレジット推進部長、中部エリア統括部長を経て、2013年上席執行役員近畿エリア統括部長。首都圏エリア統括部長を経て、2016年取締役上席執行役員営業企画担当に昇格。2017年取締役常務執行役員。2018年から代表取締役社長 COOを務め、債権管理システムの整備などを進めた。2022年取締役会長就任。